# Andorra, entre el torb i la Gestapo
 (janvier 2015).
Andorra, entre el torb i la Gestapo (en français :  Andorre, entre le torb et la Gestapo) est une mini-série de télévision espagnole de 4 épisodes qui a été diffusée en 2000 par la chaîne de télévision catalane TV3.
La série, créée malgré la difficulté, fut bien appréciée par le grand public, mais ne trouva pas de succès parmi le public plus âgé, connaisseurs de cette époque et dont il existe aujourd'hui peu de survivants.

## Production
La série fut produite par Andorra Televisió (télévision andorrane), Televisió de Catalunya (télévision catalane) avec le support de la Generalitat de Catalunya (Généralité de Catalogne, ou Gouvernement catalan) et Oviedo TV. Lluís M. Güell et le   scénariste Joaquim Jordà sont à l’origine de cette série.

## Synopsis
Basée sur des fait réels, la série raconte la collaboration entre les membres des résistances andorrane, catalane et française de la Deuxième Guerre mondiale qui s’étaient organisés afin de créer un réseau d’évasion, passant par différents chemins montagneux andorrans, et permettant de faire survivre les forces de Royal Air Force, poursuivis par la Gestapo et contenant des informations capitales destinées au Service d’Intelligence Britannique.
Le torb est le nom des vents glacés qui soufflent sur les chemins de passage andorrans, frontaliers avec la France et l’Espagne.
La série se base sur un livre de même nom augmenté ultérieurement. En effet, Francesc Viadeu, auteur de ce livre, avait déjà écrit un ouvrage sur ce même sujet, Andorra, cadena d’evasió (Andorre, chaîne d'évasion), publié durant la dictature espagnole sous Ruedo ibérico (Arène ibérique), alors censurée.

## Note
1. ↑  Le réseau d’évasion est affilié aux réseaux de résistance, c'est par définition un réseau clandestin, mais c'est aussi un cas particulier de réseau social (donc de relations entre personnes) :  d'amitiés et plus encore : de collaborations en pleine confiance à de multiples niveaux, il doit compter avec le réseau de renseignement de l'adversaire et peut avoir des liens avec ce qui sera considéré , ( du point de vue de l'ennemi), comme des organisations criminelles et/ou terroristes, se livrant nécessairement au trafic d'armes, de fausses identités, etc. (pour une meilleure vision d'ensemble, consulter les articles : Réseaux ainsi que Résistance  (résistance intérieure Française) ).